# Фиренца
Фиренца (итал. Firenze) је велики град у централној Италији, који је октобра 2009. имао 371.060 становника. У ширем подручју Фиренца-Прато-Пистоја живи 1,5 милиона људи. Фиренца је главни град истоименог округа и главни град покрајине Тоскана.
У средњем веку Фиренца је постала важно економско, културно и финансијско средиште. Током новог века, била је престоница Великог војводства Тоскане под доминацијом породица Медичи и Лорена. Град је био прва престоница Италије у периоду 1865—1871. године, после уједињења Италије.
За Италијане, али и за читав Западни свет, Фиренца има огроман историјски, образовни, културни и уметнички значај, због чега је и позната као „Италијанска Атина“. Посебна вредност града је бројна вредна заоставштина из времена Ренесансе.
Фиренца спада у ред туристички најпознатијих градова света. Као град са добро сачуваним старим градским језгром у држави и низом вредних грађевина и амбијената Фиренца је и важно туристичко одредиште у Италији. Такође, стари део Фиренце је под заштитом УНЕСКО-а.

## Порекло назива
Име Фиренца град је добио при свом оснивању у време Римљана под Гај Јулије Цезаром, који су овде основали утврђено насеље под називом Florentia (цветна). Овај назив очувао се и данас са променама у неким језицима (обично Фиренца или Флоренца).

## Географија
Фиренца се налази у средишњој Италији. Стратешки положај града изузетно повољан - Фиренца је важно раскршће путева који са севера (са континента) силазе на југ (на „Италијанску чизму“). Стога је град важно чвориште путева који се овде окупљају са разних северних праваца ка југу - престоници Риму. Од Рима град је удаљен 284 км северно, а од Милана 317 км југозападно.

### Рељеф
Фиренца се развила у северном делу покрајине Тоскане. Град је већим делом на равничарском терену (долина реке Арно), али је мањи, јужни део брежуљкастог карактера. Са севера се лако сагледавају оближње планине из ланца Апенина. Град се простире на висини од око 100 m, али су ободни делови приметно виши.

### Клима
Клима у Фиренци је измењена средоземна клима са утицајем удаљености града од мора. Стога је у лето веома топло, а зими је снег могућа појава и хладније је у односу на већи део Италије јужно.
| Клима Фиренце (Аеродром Фиренца, 1991–2020 нормале)                                                                        | Клима Фиренце (Аеродром Фиренца, 1991–2020 нормале) | Клима Фиренце (Аеродром Фиренца, 1991–2020 нормале) | Клима Фиренце (Аеродром Фиренца, 1991–2020 нормале) | Клима Фиренце (Аеродром Фиренца, 1991–2020 нормале) | Клима Фиренце (Аеродром Фиренца, 1991–2020 нормале) | Клима Фиренце (Аеродром Фиренца, 1991–2020 нормале) | Клима Фиренце (Аеродром Фиренца, 1991–2020 нормале) | Клима Фиренце (Аеродром Фиренца, 1991–2020 нормале) | Клима Фиренце (Аеродром Фиренца, 1991–2020 нормале) | Клима Фиренце (Аеродром Фиренца, 1991–2020 нормале) | Клима Фиренце (Аеродром Фиренца, 1991–2020 нормале) | Клима Фиренце (Аеродром Фиренца, 1991–2020 нормале) | Клима Фиренце (Аеродром Фиренца, 1991–2020 нормале) |
| Показатељ \ Месец | .Јан.                                               | .Феб.                                               | .Мар.                                               | .Апр.                                               | .Мај.                                               | .Јун.                                               | .Јул.                                               | .Авг.                                               | .Сеп.                                               | .Окт.                                               | .Нов.                                               | .Дец.                                               | .Год.                                               |
| --- | --------------------------------------------------- | --------------------------------------------------- | --------------------------------------------------- | --------------------------------------------------- | --------------------------------------------------- | --------------------------------------------------- | --------------------------------------------------- | --------------------------------------------------- | --------------------------------------------------- | --------------------------------------------------- | --------------------------------------------------- | --------------------------------------------------- | --------------------------------------------------- |
| Апсолутни максимум, °C (°F)                                                                                                | 21,6 (70,9)                                         | 23,4 (74,1)                                         | 28,5 (83,3)                                         | 28,7 (83,7)                                         | 33,8 (92,8)                                         | 41,8 (107,2)                                        | 42,6 (108,7)                                        | 39,5 (103,1)                                        | 36,4 (97,5)                                         | 30,8 (87,4)                                         | 25,2 (77,4)                                         | 20,4 (68,7)                                         | 42,6 (108,7)                                        |
| Максимум, °C (°F) | 11,9 (53,4)                                         | 13,4 (56,1)                                         | 16,8 (62,2)                                         | 20,2 (68,4)                                         | 24,5 (76,1)                                         | 28,9 (84)                                           | 31,8 (89,2)                                         | 32,1 (89,8)                                         | 27,0 (80,6)                                         | 21,8 (71,2)                                         | 16,2 (61,2)                                         | 12,2 (54)                                           | 21,4 (70,52)                                        |
| Просек, °C (°F) | 7,0 (44,6)                                          | 8,0 (46,4)                                          | 11,1 (52)                                           | 14,2 (57,6)                                         | 18,4 (65,1)                                         | 22,5 (72,5)                                         | 25,2 (77,4)                                         | 25,4 (77,7)                                         | 21,0 (69,8)                                         | 16,5 (61,7)                                         | 11,5 (52,7)                                         | 7,5 (45,5)                                          | 15,69 (60,25)                                       |
| Минимум, °C (°F) | 2,2 (36)                                            | 2,6 (36,7)                                          | 5,4 (41,7)                                          | 8,1 (46,6)                                          | 12,3 (54,1)                                         | 16,2 (61,2)                                         | 18,5 (65,3)                                         | 18,7 (65,7)                                         | 15,0 (59)                                           | 11,2 (52,2)                                         | 6,8 (44,2)                                          | 2,8 (37)                                            | 9,98 (49,98)                                        |
| Апсолутни минимум, °C (°F)                                                                                                 | −23,2 (−9,8)                                        | −9,9 (14,2)                                         | −8,0 (17,6)                                         | −2,2 (28)                                           | 3,6 (38,5)                                          | 5,6 (42,1)                                          | 10,2 (50,4)                                         | 9,6 (49,3)                                          | 3,6 (38,5)                                          | −1,4 (29,5)                                         | −6,0 (21,2)                                         | −8,6 (16,5)                                         | −23,2 (−9,8)                                        |
| Количина падавина, mm (in)                                                                                                 | 60,5 (2,382)                                        | 63,7 (2,508)                                        | 63,5 (2,5)                                          | 86,4 (3,402)                                        | 70,0 (2,756)                                        | 57,1 (2,248)                                        | 36,7 (1,445)                                        | 56,0 (2,205)                                        | 79,6 (3,134)                                        | 104,2 (4,102)                                       | 113,6 (4,472)                                       | 81,3 (3,201)                                        | 872,6 (34,355)                                      |
| Дани са падавинама (≥ 1.0 mm)                                                                                              | 8,3                                                 | 7,1                                                 | 7,5                                                 | 9,7                                                 | 8,4                                                 | 6,3                                                 | 3,5                                                 | 5,4                                                 | 6,2                                                 | 8,5                                                 | 9,0                                                 | 8,3                                                 | 88,2                                                |
| Сунчани сати — дневни просек                                                                                               | 3,0                                                 | 4,0                                                 | 5,0                                                 | 6,0                                                 | 8,0                                                 | 9,0                                                 | 10,0                                                | 9,0                                                 | 7,0                                                 | 5,0                                                 | 3,0                                                 | 3,0                                                 | 6                                                   |
| Сунчано време — месечни проценти                                                                                           | 33                                                  | 40                                                  | 42                                                  | 46                                                  | 53                                                  | 60                                                  | 67                                                  | 64                                                  | 58                                                  | 45                                                  | 30                                                  | 33                                                  | 47,6                                                |
| Извор #1: Istituto Superiore per la Protezione e la Ricerca Ambientale                                                     |                                                     |                                                     |                                                     |                                                     |                                                     |                                                     |                                                     |                                                     |                                                     |                                                     |                                                     |                                                     |                                                     |
| Извор #2: Servizio Meteorologico (precipitation 1971–2000)World Meteorological Organization (United Nations) Weather Atlas |                                                     |                                                     |                                                     |                                                     |                                                     |                                                     |                                                     |                                                     |                                                     |                                                     |                                                     |                                                     |                                                     |

### Воде
Фиренца се налази на реци Арно, у средњем делу њеног тока. Река Арно је толико срасла са градом да заједно са бројним мостовима и кејом представља један од важних симбола града. Са друге стране, река Арно често плави град, што је посебна тешкоћа с обзиром на огромно архитектонско наслеђе Фиренце. Тиренско море је на 80 км источно.

## Историја

### Праисторија и антика
На реци Арно у области данашње Фиренце већ у осмом веку п. н. е. живели су антички народ Етрурци. Римљани су овде основали мало утврђење са војним насељем у првом веку п. н. е. и назвали га Florentia (цветна). Међутим, добар положај града на важном путу од Рима ка северу омогућио је брз развој града са форумом, термама и амфитеатром у следећим вековима. Староримска градска мрежа се толико развила током овог раздобља да се ни до дан-данас није много променила у мрежи данашњих улица градског језгра Фиренце око катедрале.

### Средњи век
После пропасти Римског царства град је у неколико бурних векова променио неколико господара (Остроготи, Византинци, Лангобарди, Франци), па је био готово уништен. Почетак поновног оживљавања града је 9. век, када град добија извесну самосталност, да би око 1000. године Фиренца преузела вођство међу градовима у Тоскани. Са доласком феудализма град се у 12. веку проширио и постао самосталан. Грађани су преузели власт, што је довело до сукоба грађана присталица царства, гибелина, и присталица папства, гвелфа, који су на крају извојевали победу. Последњи важан корак у развоју средњовековне фирентинске државе било је покоравање Пизе, некадашњег супарника, која постаје фирентинска лука.

### Нови век
У 14. и 15. веку град се снажно развио и наметнуо се као средиште свеколике европске културе и уметности. Средином 15. века породица Медичи се наметнула као владајућа у Фиренци, али је значај града подигао важност Медичијевих до европског нивоа. Образовање владајућег слоја, образованог и васпитаног, омогућило је развој уметности, филозофије и науке у граду. Многи уметници и учени људи епохе Ренесансе живели су и стварали у Фиренци: Донатело, Ботичели; касније Микеланђело, Макијавели, Леонардо да Винчи, Галилео Галилеј. Међутим, померањем тежишта развоја на Атлантик, у 17. веку, културни значај Фиренце је опао. 1737. Медичи породица је изумрла. Тада утицај над градом остварују Хабзбурзи.

### Савремено доба
Тек у 19. веку у Фиренци настаје нов период развоја и то под утицајем индустријске револуције. Овај развој био је и исход промене друштвених односа током неколико бурних деценија. Током Наполеонових ратова Фиренца је била део његове Краљевине Италије, да би потом поново била полузависна од стане Хабзбурга. 1859. године дошло је до припајања ове области новооснованој Италији. Фиренца је чак била главни град ове младе државе у раздобљу 1865—1870. године до премештања у Рим. Нова владавина је поново донела привредни и културни процват, а град полако почиње бити прворазредно туристичко одредиште. У 20. веку Фиренца се успела развити у високоразвијен град Италије, пре свега захваљујући туризму.

## Становништво
Према резултатима пописа становништва 2011. у општини је живело 358.079 становника.
| 1931.   | 1936.   | 1951.   | 1961.   | 1971.   | 1981.   | 1991.   | 2001.   | 2011.   |
| ------- | ------- | ------- | ------- | ------- | ------- | ------- | ------- | ------- |
| 304.160 | 321.176 | 374.625 | 436.516 | 457.803 | 448.331 | 403.294 | 356.118 | 358.079 |

Године 2008. Фиренца је имала нешто око 370.000 становника, 1,5 пута више него на почетку 20. века, али за 20% мање него 1970. године. Опадање становништва током протеклих деценија узроковано је сталним пресељењем становништва (махом младих породица) у мирнија предграђа са вишим квалитетом живота. Ово се одражава и на градско становништво, које је изузетно старо и са ниским природним прираштајем. Треба споменути и бројно привремено становништво у виду бројне студентске и досељеничке популације.
У граду је данас значајан удео имигрантског становништва, досељеника из свих крајева свега - 9,5% укупног становништва. Међу њима, највише је Кинеза.
Фиренца има велико градско подручје са око 700 хиљада становника и још веће метрополитенско подручје од око милион и по становника („Велика Фиренца").

## Привреда
Туризам је далеко најважнија грана градске привреде и он покреће друге гране у граду и околини (угоститељство, саобраћај, производња хране и вина).
Индустрија је слабо развијена спрам величине града и махом смештена на ободу града и у предграђима.
Фиренца има веома развијен саобраћај. Градска железничка станица „Санта Марија Новела“ је једна од најпрометнијих у држави. Аеродром „Перетола“ се сматра градским аеродромом и везан је највише за туристички саобраћај.

## Градске знаменитости

### Цркве
- Катедрала у Фиренци (Катедрала св. Марије цветне), крстионица и Ђотов звоник
- Крстионица Сан Ђовани
- Санта Марија Новела
- Црква Санта Кроче
- Црква Сан Лоренцо
- Црква Сан Спирито

### Палате
- Барђело (Palazzo del Podestà)
- Палацо Векио
- Уфици
- Палацо Медичи Рикарди
- Палацо Пити
- Палацо Ручелај
- Палацо Строци

### Остали споменици
- Библиотека Медичи Лауренцијана
- Понте Векио
- Универзитет (1321)
- Академија уметности и њена галерија
- Археолошки музеј
- Национална библиотека
- бројне статуе и споменици на градским трговима

## Спорт
У Фиренци је смештен познати италијански фудбалски прволигаш Фиорентина.

## Партнерски градови
- Ремс
- Касел
- Единбург
- Кијев
- Дрезден
- Турку
- Рига
- Тирана
- Атина
- Ваљадолид
- Будимпешта
- Краков
- Кјото
- Филаделфија
- Фес
- Исфахан
- Кувајт (град)
- Нанкинг
- Самарканд
- Истанбул
- Јереван
- Дамаск
- Pekanbaru
- Провиденс
- Кали
- Оломоуц
- Газијантеп
- Мостар
- Арекипа
- Tlemcen
- Nablus
- Назарет
- Општина Малме

## Галерија
- Палата и музеј Уфици
- Звоник Катедрале у Фиренци
- Црква Санта Марија Новела
- Микеланђелов Давид (копија)
- Нептунова фонтана у Фиренци
- Познати Донателов лав
- Палата Пити
- Палата Медичи-Рикарди
- Палата Ручелај
- Палата Строци
- Палата Векио
- Трг Санта кроче са истоименом црквом
- Улица Торнабуони, типичан за средњовековни део Фиренце
- Пролаз Уфици, један од најпознатијих пасажа на свету
- Библиотека Лоренцијана
- Катедрала у Фиренци